# فرانسوا قواي
فرانسوا قواي (بالفرنسية: François Guay)‏ (و. 1968  م) هو لاعب هوكي الجليد كندي، ولد في غاتينو، مركز لعبه هو وسط ‏.

## روابط خارجية
- فرانسوا قواي على موقع دوري الهوكي الوطني (الإنجليزية)
- فرانسوا قواي على موقع قاعة مشاهير الهوكي (لاعب أن.إتش.أل) (الإنجليزية)
- فرانسوا قواي على موقع EliteProspects.com (الإنجليزية)
- فرانسوا قواي على موقع Eurohockey.com (الإنجليزية)
- فرانسوا قواي على موقع HockeyDB.com (الإنجليزية)
- فرانسوا قواي على موقع Hockey-Reference.com (الإنجليزية)